# 淡路市立志筑小学校
淡路市立志筑小学校(あわじしりつ しづきしょうがっこう)は兵庫県淡路市志筑にある日本の公立学校である。

## 概要
淡路市南東部、旧津名町の市街地、大阪湾に面する淡路島中央東岸の宝珠川が志筑川に合流する河口付近に位置する。1873年に静村小学校として創立した。第一次小学校令により、志筑尋常小学校となり、志筑尋常高等小学校と改称したのち、国民学校令により志筑国民学校となった。戦後の学制改革により、志筑町立志筑小学校と改称した。その後の市町村合併により、津名町立志筑小学校、淡路市立志筑小学校と名前を改称し現在に至る。

## 歴史
- 1873年 (明治6年) - 静村小学校として天神に創立。
- 1887年 (明治20年) - 志筑尋常小学校と改称。
- 1907年 (明治40年) - 志筑尋常高等小学校と改称。
- 1941年 (昭和16年) - 志筑国民学校と改称。
- 1947年 (昭和22年) - 志筑町立志筑小学校と改称。
- 1955年4月1日 (昭和30年) - 津名町立志筑小学校と改称。
- 2005年4月1日 (平成17年) - 淡路市立志筑小学校と改称。
- 2013年 (平成25年) - 校舎耐震・大規模改修工事。

## 通学区域
- 志筑、志筑新島[2]

## 通学先中学校
- 淡路市立津名中学校

## アクセス
- 神戸淡路鳴門自動車道　津名一宮ICから車で6分
- 中橋公園前バス停(あわ神あわ姫バス)から徒歩8分

## 通学区域が隣接している学校
- 淡路市立津名東小学校
- 淡路市立中田小学校
- 淡路市立塩田小学校